# Shabaïta-(Nd)
La shabaïta-(Nd) és un mineral de la classe dels carbonats. Rep el seu nom de la província de Shaba (Katanga), on va ser descoberta.

## Característiques
La shabaïta-(Nd) és un carbonat de fórmula química Ca(Nd,Sm,Y)₂(UO₂)(CO₃)₄(OH)₂·6H₂O. Va ser aprovada com a espècie vàlida per l'Associació Mineralògica Internacional l'any 1988. Cristal·litza en el sistema monoclínic. Els cristalls són plaques micàcies arrodonides, aplanades en {010} i allargades al llarg de [100], en rosetes, de fins a 5 mil·límetres. La seva duresa a l'escala de Mohs és 2,5. Segons la classificació de Nickel-Strunz, la shabaïta-(Nd) pertany a «05.EE - Uranil carbonats amb proporció UO₂:CO₃=1:4» juntament amb la voglita.

## Formació i jaciments
És un mineral secundari molt rar que es troba a la zona oxidada dels dipòsits de coure i cobalt que contenen urani. Va ser descoberta a Kamoto East Open cut, a Kolwezi (Katanga, República Democràtica del Congo), l'únic indret on se n'ha trobat, on sol trobar-se associada a altres minerals com: uraninita, uranofana, kamotoïta-(Y), astrocianita-(Ce), françoisita-(Nd), schuilingita-(Nd) i masuyita.